# Hykie Berg
Hykie Berg es un actor sudafricano. Es más conocido por su actuación como 'Darius du Buisson' en la serie de televisión Egoli: Place of Gold y por su interpretación de 'Conrad Bester' en la telenovela Binnelanders. En 2011, ganó la cuarta temporada de la competencia Survivor South Africa.

## Carrera profesional
En 2003, debutó en la serie juvenil The Res. En 2004, obtuvo un protagónico en la serie Plek van Meats y se unió al elenco de la temporada 13 de la serie de televisión Egoli: Place of Gold como 'Darius du Buisson'. Permaneció en la serie durante tres temporadas. En 2007, debutó en cine en Ouma se Slim Kind. 
En 2018, publicó Hykie Berg: Ultimate Survivor. El libro trata sobre su vida, su adicción a las drogas, haber estado a punto de morir en el apogeo de su carrera de actor y su proceso de rehabilitación.

## Filmografía
| Año       | Título                    | Rol               | Tipo                     |       |
| --------- | ------------------------- | ----------------- | ------------------------ | ----- |
| 2004      | Plek van die Vleisvreters | Rudolph du Toit   | Serie de televisión      |       |
| 2007      | Ouma se Slim Kind         | Steyn Struwig     | Película                 | [ 3 ] |
| 2007      | One Way                   | Frank             | Serie de televisión      |       |
| 2012      | Lien se Lankstaanskoene   | Dominee Gerhard   | Película                 | [ 4 ] |
| 2012      | Pretville                 | Tommie            | Película                 |       |
| 2013      | Klein Karoo               | Meyer Labuschagne | Película                 |       |
| 2015      | Mooirivier                | Stefan Malan      | Película                 | [ 5 ] |
| 2015      | Forsaken                  | Neill             | Película                 |       |
| 2015      | Dis ek, Anna              | Marnus Retief     | Película                 |       |
| 2015      | Verskietende Ster         | Tomas Schuman     | Película                 | [ 6 ] |
| 2015      | Bloedbroers               | Bennie Naudé      | Serie de televisión      |       |
| 2009-2016 | Binnelanders              | Conrad Bester     | Serie de televisión      |       |
| 2016      | Die Geur van Appelkose    | Anton             | Película para televisión |       |
| 2018      | Die Ongenooides           | Dirk              | Cortometraje             | [ 7 ] |

## Vida privada
Estuvo casado con Melissa Jacobs en 2013, pero se divorció en 2018. El 23 de junio de 2019, le propuso matrimonio a su novia Gerridene. Se casaron en marzo de 2020.